# Bruchus ruthenicus
Bruchus ruthenicus là một loài bọ cánh cứng trong họ Bruchidae. Loài này được Becker miêu tả khoa học năm 1892.